# Brachiaria eminii
Brachiaria eminii är en gräsart som först beskrevs av Carl Christian Mez, och fick sitt nu gällande namn av Robyns. Brachiaria eminii ingår i släktet Brachiaria och familjen gräs. Inga underarter finns listade i Catalogue of Life.